# Бели хора в Зимбабве
Белите хора са малобройна по численост расова група в Зимбабве. Според преброяването на населението през 2012 година те са 28 732, или 0.22 процента от населението на страната.

## История
Преди обявяването на независимост от страна на Родезия (Зимбабве) през 1970-те години белите са привилегировани расова група в страната, въпреки че броят им не надхвърля 300 000 души, или 5,5 % от населението на страната.
В повечето бивши колонии белите са привилегирована част от обществото, в Родезия заемат политическо, икономическо и социално господство. Първоначално първостепенните земи бяха запазени само за бели хора.
След независимостта на Зимбабве през 1980 година бялото население е принудено да се приспособи към останалата част от населението на страната, голяма част тогава имигрират, несигурни за бъдещето си. Политическите вълнения и незаконното изземване на фермите им през 1999 година, довежда до следващи изселвания.

## Численост и дял

### Оценки
|      | Численост | %     |
| 1910 | 20 000    | ~ 2.0 |
| 1927 | 38 200    | ~ 3.8 |
| 1945 | 140 000   | ~ 8.8 |
| 1946 |           |       |

### Преброявания на населението
Численост и дял на белите според преброяванията на населението през годините:
|      | Численост | %    |
| 1911 | 23 606    | 3.17 |
| 1921 | 33 620    | 3.89 |
| 2002 | 46 743    | 0.40 |
| 2012 | 28 732    | 0.22 |

#### Възрастова структура
Численост на възрастовите групи сред белите според преброяванията на населението през годините:
|               | 2002   | 2012   |
| Общо          | 46 743 | 28 732 |
| 0–14 години   | 8997   | 4452   |
| 15–64 години  | 27 922 | 17 418 |
| над 65 години | 9713   | 6521   |
| Не е посочено | 111    | 341    |

Дял на възрастовите групи сред белите според преброяванията на населението през годините (в %):
|               | 2002   | 2012   |
| Общо          | 100.00 | 100.00 |
| 0–14 години   | 19.24  | 15.49  |
| 15–64 години  | 59.73  | 60.61  |
| над 65 години | 20.77  | 22.69  |
| Не е посочено | 0.23   | 1.18   |

## Дискриминация
Дискриминацията над бялото малцинство от страна на черните се дължи най-вече на расова основа, тъй като в повечето случаи са извършени убийства, без грабежи. Броя на убитите фермери през годините е следния: 1994 – 92 души, 1995 – 121 души, 1996 – 109 души, 1997 – 140 души.